# Fox News

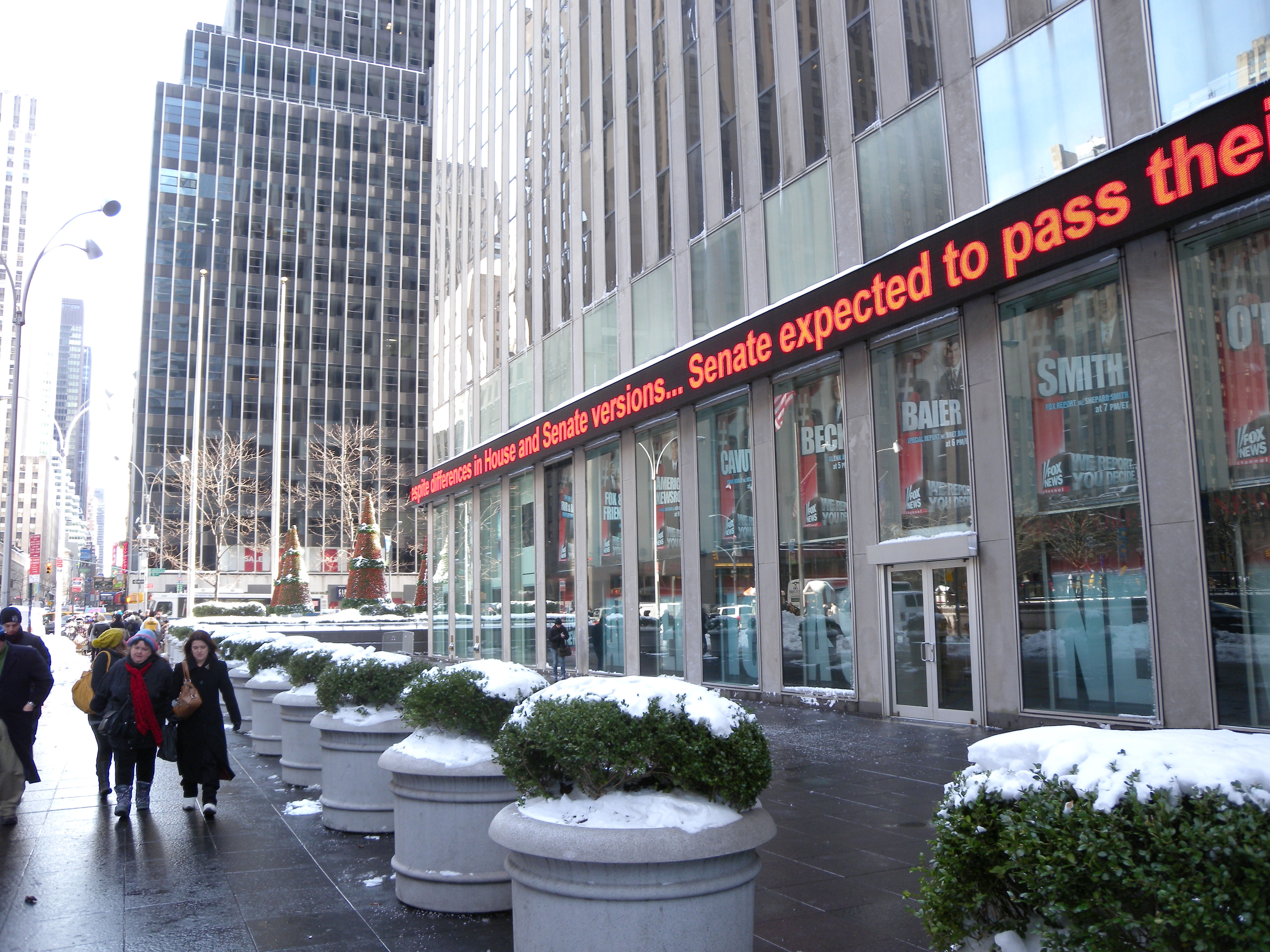
Budova Fox News na 6. ulici New Yorku.

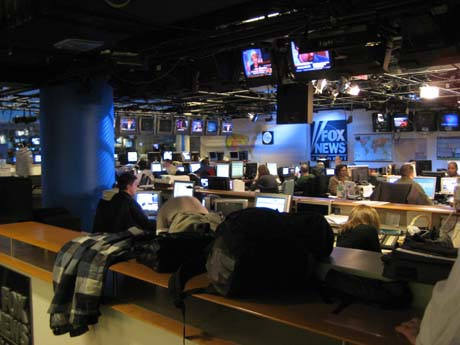
Zpravodajské studio FNC.

V jakých zemích je vysílání Fox News k dispozici.

Fox News Channel (zkráceně FNC, často nazývaný jen Fox News či prostě Fox) je televizní kanál (kabelový i satelitní) vlastněný Fox Entertainment Group, filiálkou Fox Corporation. V dubnu 2009 byla stanice dostupná 102 miliónům domácností ve Spojených státech amerických (a samozřejmě i mnoha mezinárodním divákům) a vysílala zejména ze studií v New Yorku. Kromě televizního vysílání poskytuje Fox News i internetové zpravodajství a rádiové vysílání (Fox News Radio).
Slogany stanice byly we report, you decide (my přinášíme zprávy, vy rozhodněte) či fair and balanced (férová a vyvážená), který používala do června 2017. Fox News sama sebe popisuje jako zpravodajskou televizní síť. Kritici poukazují na dlouhodobou preferenci konzervativního světonázoru ve vysílání stanice, její preferenci pro politiku Republikánské strany a stírání hranice mezi objektivním a komentovaným (tedy názorově zaujatým) zpravodajstvím. Podle nezávislých výzkumů objektivity v médiích patří Fox News do kategorie „neobjektivních až extrémně neobjektivních médií“, zaujatých a systematicky stranících jedné straně na úkor zpravodajské etiky. Kanál Fox News sehrává roli při prezidentských, senátních a lokálních volbách. Od roku 2018 se moderátoři tohoto kanálu (v příkrém porušení novinářské etikety) začali osobně angažovat v kampaních republikánské strany a programy této sítě překročily hranice pouhého přinášení zpráv a staly se de facto součástí stranické kampaně.
Průměrný věk jejích diváků je 68 let, u některých pořadů ale i 72 let. Většinoví diváci jsou muži bílé rasy a křesťanské víry.

## Historie
Stanice byla založena mediálním magnátem Rupertem Murdochem a jejím výkonným ředitelem v době založení byl Roger Ailes, který ji vedl do 21. července 2016, kdy „byl odejit“ z vedení stanice poté, co na veřejnost unikly obvinění desítek žen o tom, že je Ailes sexuálně obtěžoval, zneužíval svého postavení k vydírání za sexuální služby.
Vysílání začalo po kabelu 7. října 1996 17 miliónům předplatitelů. Během devadesátých let stanice získávala na významu a dnes je v Spojených státech amerických podle Nielsen ratings televizním kanálem s největším množstvím pravidelných diváků (následují kanály CNN a MSNBC).

## Pořady Fox News
Pracovní dny
| Program                         | Moderátoři                                                  | Popis                                                       |
| ------------------------------- | ----------------------------------------------------------- | ----------------------------------------------------------- |
| Fox & Friends First             | Jillian Mile a Todd Piro                                    | první zprávy dne, diskuze,                                  |
| Fox & Friends                   | Steve Doocy, Ainsley Earhardt, Brian Kilmeade a Janice Dean | typ „zpráv k snídani“                                       |
| America's Newsroom              | Trace Gallagher a Sandra Smith                              | ranní až dopolední diskuzní program                         |
| Outnumbered                     | Harris Faulkner a různí hosté                               | dopolední publicistika, debaty                              |
| Outnumbered Overtime            | Harris Faulkner                                             | Zprávy, rozhovory                                           |
| The Daily Briefing              | Dana Perino                                                 | Zprávy dne                                                  |
| Bill Hemmer Reports             | Bill Hemmer                                                 | Zpravodajství                                               |
| Your World with Neil Cavuto     | Neil Cavuto                                                 | Byznys                                                      |
| The Five                        | Greg Gutfeld, Dana Perino, Jesse Watters a Juan Williams    | Večerní debatní program                                     |
| Special Report with Bret Baier  | Bret Baier                                                  | Politické zprávy a diskuzní program                         |
| The Story with Martha MacCallum | Martha MacCallum                                            | Analýza zpráv, rozhovory                                    |
| Hannity                         | Sean Hannity                                                | Politická témata dne s hosty z konzervativního úhlu pohledu |
| The Ingraham Angle              | Laura Ingraham                                              | Večerní politický program                                   |
| Fox News @ Night                | Shannon Bream                                               | Noční zprávy                                                |

Soboty
Sobotní program má následující bloky (s těmito moderátory): Fox & Friends Saturday (Jebediah Billa, Will Cain a Pete Hegseth), Cavuto Live (Neil Cavuto), America's News Headquarters (Gillian Turner a Leland Vittert nebo Eric Shawn a Arthel Neville), The Journal Editorial Report (Paul Gigot), Fox Report (Jon Scott), Watters' World (Jesse Watters), Justice with Judge Jeanine (Jeanine Pirro), The Greg Gutfeld Show (Greg Gutfeld).
Neděle
Nedělní programy mají podobné bloky jako sobotní, s těmito ryze nedělními bloky: Media Buzz (Howard Kurtz), Fox News Sunday (Chris Wallace), Sunday Morning Futures With Maria Bartiromo (Maria Bartiromo).

## Tváře Fox News
Moderátoři programů
Bret Baier, Maria Bartiromo, Jebediah Billa, Shannon Bream, Will Cain, Neil Cavuto, Lou Dobbs, Steve Doocy, Ainsley Earhardt, Harris Faulkner, Melissa Francis, Greg Gutfeld, Sean Hannity, Pete Hegseth, Bill Hemmer, Steve Hilton, Laura Ingraham, Brian Kilmeade, Larry Kudlow, Howard Kurtz, Mark Levin, Martha MacCallum, Jillian Mele, Arthel Neville, Dana Perino, Jeanine Pirro, Jon Scott, Eric Shawn, Sandra Smith, Leland Vittert, Chris Wallace, Jesse Waters, Juan Williams.
Mezi další tváře stanice (stejně jako u ostatních celonárodních komerčních stanic) patří korespondenti a experti různých oborů, z toho např. vojenští činitelé nebo funkcionáři Pentagonu.
Mezi výrazné tváře stanice z minulosti patří např. Glenn Beck (2009–2011). Do roku 2017 to také byli Megyn Kellyová, Greta Van Susterenová, ale ty odešly, a Bill O'Reilly, který byl propuštěn v souvislosti se sexuálním obtěžováním uvnitř této společnosti a odlivem inzerentů. V dubnu 2023 byla ukončena spolupráce s Tuckerem Carlsonem.

## Kritika

### Manipulace a nepřesnost zpravodajství
Zaujetí Fox News pro konzervativní a republikánské smýšlení bylo prvních pár let po jeho zařazení mezi mainstreamová média kvitováno jako protiváha k do té doby převládajícímu spíše liberálnímu úhlu pohledu. Postupem času ale přišla kritika této stanice a to nejenom z pozic liberálů a demokratů. Je všeobecně považována za stanici blízkou politickým konzervativcům a republikánům.
Nejostřejší kritika Fox news tvrdí, že televize pouze vytváří dojem zpravodajství, zatímco nemá se seriózní žurnalistikou nic společného, a pomocí kterého jsou události jím prezentované (s výjimkou několika 'politicky neutrálních') upraveny a podány tak, aby podvědomě zmátly a zmanipulovaly diváka ve prospěch agend, které Fox News razí (obecně má jít o favorizování politické pravice a Republikánů s kritikou až očerňováním levice a Demokratů, v pořadech jednotlivých osobností Fox News pak o různá dodatečná úsilí).
V roce 2007 insider z Fox News vynesl na veřejnost tzv. Fox News memos – interní denní oběžníky a e-maily pro reportéry a jednotlivé pracovníky zpravodajství od zástupce šéfa oddělení, Johna Moodyho. Ten v nich typicky uvádí, které zprávy zveličit a které zmarginalizovat nebo jim nevěnovat pozornost (tedy „o čem“ točit reportáže) a v některých případech také „jak“ je natočit (sestříhat, doprovodit komentářem) s konkrétními případy, jak má která kauza vyznít. Bývalí zaměstnanci Fox News a whistlebloweři existenci oběžníků potvrzují a dodávají, že soustavná zaujatost přesně směřovaná v něčí prospěch/neprospěch v této televizi funguje na denní bázi, je záměrná a nelze ji přehlížet jako věc náhody.
Při prezidentských volbách v roce 2008 byla konzervativními republikány kritizována, že záměrně neinformuje o kampani Rona Paula, ignoruje jeho osobu a preferuje ostatní republikánské kandidáty.
V souvislosti s atentátem na členku Kongresu Giffordsovou tato televize nepravdivě spojila pravicovou bělošskou skupinu American Renaissance s osobou atentátníka Jareda Lee Loughnera.
Fox News byla opakovaně usvědčena z manipulace obrazů, zvuku a videa, které použila ve svých programech (například ve zprávě o protestu s malou návštěvností – kterou (podle kritiků) chtěla záměrně zveličit – použila záběry jiné demonstrace s mnohem více účastníky; ukázala „zpitvořené“ fotografie dvou žurnalistů, které ve svém programu kritizovala; záměrně a rutinně vystříhává nejostřejší kritiku vůči republikánským politiků, které se – podle kritiků této stanice – snaží favorizovat, a další). V prosinci 2014 baltimorská pobočka FOX 45 záměrně sestříhala (obrazově i zvukově) zprávu o washingtonské demonstraci „Justice For All“ tak, že falsifikovala zvukovou stopu a kompletně překroutila její význam. Kolem 12. až 17. ledna 2015 kanál Fox News zmiňoval a přinášel zprávy a rozhovory s „experty“ o údajných ryze muslimských zapovězených zónách („no go zones“) v Paříži, Birminghamu a Detroitu, kam údajně nemají přístup ne-muslimové ani policie. Později se stanice omluvila za svá nepravdivá tvrzení, ale starosta Paříže se vyslovil, že zváží žalobu. V září 2022 Fox News ve svém vysílání publikovala falzifikovanou fotografii soudce rozhodujícím v souvislosti s razií FBI v Trumpově Mar-a-Lagu tím způsobem, že jeho obličej vyměnila za sexuálního predátora Jeffreyho Epsteina ve fotce, ve které mu v soukromém letadle Ghislaine Maxwellová masíruje nohy. Moderátor, který podvrženou fotografii uvedl, se později napůl omluvil, ale zmíněnému soudci, Bruci Reinhartovi, začaly docházet výhrůžky, včetně vyhrožování smrtí.
Podle několika průzkumů, např. WorldPublicOpinion.org z roku 2010 se Fox News v konkurenci amerických mainstreamových zpravodajských stanic umístila na nejhorším místě v informovanosti svých diváků o základních tématech z domova i ze zahraničí (nejlépe dopadlo veřejnoprávní vysílání PBS).
Mezi novější průzkumy veřejného mínění o Fox News patří studie skupin Global Strategy Group a GBA Strategies zveřejněná v březnu 2019, ptající se zhruba tisícovky Američanů z různých koutů země na vybrané otázky (daňová reforma USA, jednotlivá rozhodnutí administrativy Donalda Trumpa, globální oteplování, …) a u respondentů rozlišovala afiliaci k demokratům vs republikánům a to, zda jsou či nejsou diváci Fox News. Data studie dochází k závěru, že to, zdali je respondent divákem Fox News, má mnohem větší vliv na ovlivnění jeho názoru ve prospěch „názoru“ stanice (nebo jejích komentátorů), než příslušnost k jedné z dvou hlavních politických stran v USA (demokraté versus republikáni) resp. identifikace coby konzervativní versus progresívní. Některé z otázek, které se znatelně lišily od zbytku americké populace, patřily:
- 12 % diváků Fox News věří, že změny klimatu jsou převážně způsobeny vlivem člověka; oproti 62 % u ostatních Američanů
- 77 % diváků Fox News se obává, že demokraté příliš inklinují k socialismu; oproti 20 % u ostatních Američanů
- 89 % podporují republikánskou daňovou politiku; oproti 22 % u ostatních Američanů
- 84 % podporují to, že prezident Trump vyvolal celonárodní stav nouze, aby mohl začít stavbu hraniční zdi; oproti 21 % u ostatních Američanů
- 20 % podporují zvláštní vyšetřovací sněm pro zjištění ruského vměšování do prezidentských voleb v roce 2016; oproti 67 % u ostatních Američanů
- 78 % věří, že Trumpova administrativa „docílila více, než jakákoli administrativa v historii“; oproti 17 % u ostatních Američanů

Kromě deklarace stavu nouze pro stavbu zdi (34 procentních bodů), podporu daňového zákona republikánů (27) a historických zásluh Trumpovy administrativy (29) je příklad dalšího velkého rozdílu mezi republikánskými diváky a nediváky Fox News v domněnce, že zpravodajské služby a FBI se snaží sabotovat Donalda Trumpa a to 30 procentních bodů.

### Sledování nepohodlných osob a „černá místnost“
Do července 2016 fungovala uvnitř stanice, ve 14. patře newyorské centrály News Corp, sekce interně nazývaná The Black Room (černá místnost). Byla tajným provozem a o její existenci vypověděla až v roce 2016 jedna z bývalých zaměstnankyň stanice a zprávu přinesly New York Magazine. Účelem černé místnosti bylo sledování cílových zájmových osob, uvnitř i vně společnosti, včetně „hledání špíny“ na tyto osoby s potenciálem využití získaných informací ve vysílání včetně vedení PR kampaní proti nim. Černou místnost založil Roger Ailes kolem roku 2011 a vedl ji Peter Johnson Jr. Ailes a na ni věnoval část rozpočtu stanice, včetně najímání politických operativců a soukromých detektivů na své soupeře, rivaly, nepřátele i názorové oponenty (příp. jejich rodinné příslušníky).

### Prostředí sexuálního obtěžování zaměstnankyň
Roku 2016 Fox News zažil katarzi velkého množství incidentů sexuálního obtěžování, sexuálního napadení a případů vydírání za sex u žen pracujících ve Fox News muži na významných pozicích v této korporaci. Jednalo se o případy z minulosti, které až v tomto období hromadně vyplouvaly na povrch. Kromě Billa O'Reillyho nebo bývalého viceprezidenta Francisca Cortese se jednalo především o šéfa stanice, Rogera Ailese. O jeho sexuálním obtěžování a vydírání nakonec vypovědělo několik desítek žen, včetně tří výrazných moderátorek stanice, Grety van Susteren, Gretchen Carlson a Megyn Kelly, což byly soudní případy, za které stanice zaplatila desítky milionů dolarů a které nakonec způsobily, že Ailes byl odejit z pozice generálního ředitele. Podle zdrojů ze stanice nešlo o ojedinělé případy, ale o systémovou kulturu – problém, které v je prostředí Fox News stále přítomen. Během prvního čtvrtletí roku 2017 neustávaly případy výpovědí žen, které ve Fox News pracovaly v různých pozicích, o sexuálním obtěžování ze strany mužů ve vyšších pozicích, včetně explicitního či implicitního vydírání. Sexuální obtěžování žen mělo být běžným jevem v prostředí této stanice. Paralelně s tím od stanice odcházeli inzerenti, kteří stahovali propagaci svých výrobků a služeb na této stanici resp. kolem jejich specifických programů. V dubnu 2017, po pěti případech žen, které o těchto praktikách vypověděly moderátorovi The O'Reilly Factor, a 13 milionů dolarů, které stanice věnovala na urovnání stávajících či budoucích soudních litigací, a cca 56 inzerentech, kteří zrušili své reklamy, nové vedení propustilo Billa O'Reillyho. Na konci července 2020 Jennifer Eckhart a Cathy Areu, producentka a konferenciérka pracující ve Fox News, podaly u federálního soudu žalobu na významné a mediálně známé muže této stanice – Eda Henryho, Howarda Kurtze a prime-timeové komentátory programů s největší sledovaností – Seana Hannityho a Tuckera Carlsona.

### De facto součást Trumpovy administrativy
V prezidentském období Donalda Trumpa nejenom, že někteří hlavní moderátoři Fox News měli přímý telefonní kontakt na prezidenta, ale aktivně a často s tím hovořili, a jejich osobní názory – více než např. průzkumy veřejného mínění, různé statistiky, ekonomické rozvahy apod. – přesvědčovaly prezidenta o dennodenní politice. Podle Trumpovy tajemnice Stephanie Grishamové: „byly časy, kde prezident další ráno přišel a řekl: 'Inu, Sean [Hannity] si myslí, že bychom měli udělat toto' nebo 'Soudkyně Jeanine [Pirro] si myslí toto'.“ Moderátoři Fox zasahovali do „všeho od osobního po způsob komunikace“ té které republikánské agendy. Trump moderátorům Fox volal i oficiálně, během různých jednání, v přítomnosti ostatních poradců a expertů. Zejména se Seanem Hannitym si Trump telefonoval téměř denně a Hannity si navíc běžně psal s Markem Meadowsem, šéfem prezidentova nejbližšího štábu, a mimo jiné aktivně plánoval a strategizoval, co a jak udělat v den 6. ledna 2021. Jeho textová komunikace, vyžádaná výborem pro vyšetřování lednového pokusu o převrat, indikuje, že měl předchozí znalost o plánech, co se mělo ten den odehrát. I ostatní moderátoři z Fox jako třeba Laura Ingraham, Brian Killmeade, Jeanine Pirro a další měli kromě prezidenta přímé telefonické kontakty i na další významné lidi z administrativy. Tato komunikace a spolupráce byla oboustranná a symbiotická, kdy i klíčoví lidé blízko prezidenta se snažili ovlivnit, aby Fox News o konkrétním věci mluvila tak, aby Donalda Trumpa (u nějž bylo známo, že se na Fox News dívá) sekundárně a nepřímo ovlivnila v jeho názorech.

## Pokuta za šíření nepravdivých informací
V dubnu 2023 stanice zaplatila společnosti Dominion Voting Systems (firma vyrábějící volební terminály) přes 3/4 miliardy dolarů (787,5 milionů) jako výsledek mimosoudního vyrovnání v kauze šíření nepravdivých informací o tom, že firma měla manipulovat výsledek amerických prezidentských voleb v roce 2020. 
Soudce Eric M. Davis řekl, že u všech 20 předmětných tvrzení Fox News o Dominion bylo „křišťálově jasné, že jsou lživá a zdrojem pomluv“. V „ceně“ pokuty bylo pro Fox také to, že přední představitelé této korporace (Rupert a Lachlan Murdoch, Paul Ryan) nebudou muset vypovídat před soudem.